# Güleryüz

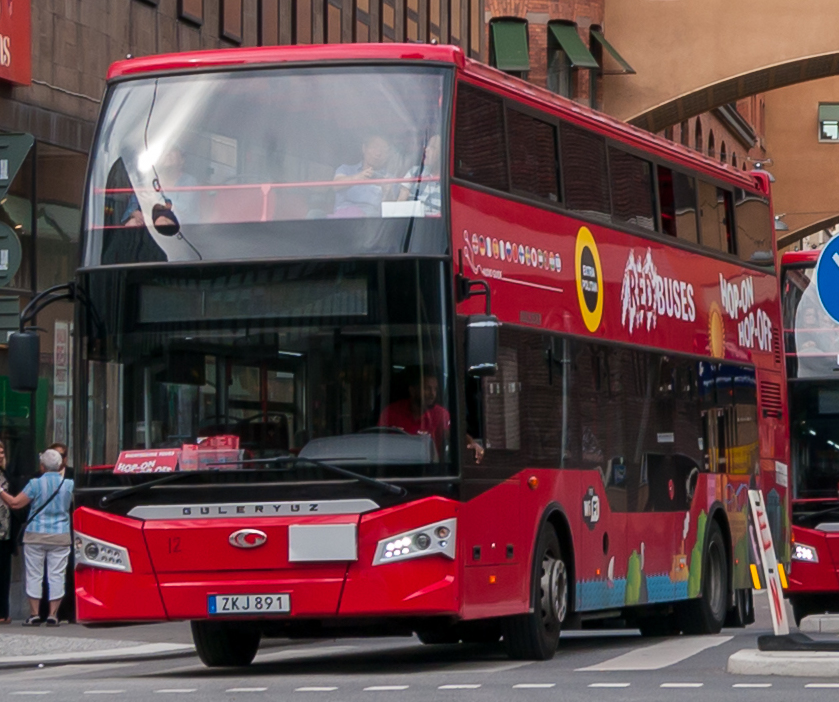
Güleryüz-Bus in Stockholm

Güleryüz Karoseri Otomotiv Sanayi ve Ticaret A.Ş., abgekürzt mit Güleryüz, ist ein türkischer Bushersteller, der mit den Modellen der Serie Cobra neben dem türkischen auch den internationalen Markt bedient. Der Name „Güleryüz“ ist türkisch und bedeutet „lächelndes Gesicht“. Der Firmensitz und die Produktionsanlagen befinden sich in der westtürkischen Industriestadt Bursa. Das Familienunternehmen wurde 1967 von drei Brüdern und deren Vater als Busreparaturwerkstatt gegründet. 1982 folgte die Umstrukturierung in die Gesellschaftsform. Seit 1999 stellt die Firma Busse in Großserie her.

## Struktur

### Produktion
2019 umfassten die Anlagen des Unternehmens:
- Anlage: 70.000 m², davon 35.000 m² überdacht[2]
- Produktionskapazität: 740 Busse im Jahr[3]
- Mitarbeiter: 400[3]

### Vertrieb und Wartung
2019 wurden etwa 60 % der produzierten Busse in der Türkei verkauft, 40 % waren für den internationalen Markt bestimmt. In der Türkei und im europäischen Ausland, vor allem in Südosteuropa, unterhält der Hersteller ein umfangreiches Wartungs- und Händlernetz. Das Unternehmen Güleryüz Bus Europa GmbH in Wuppertal ist der Generalvertreter des Unternehmens in Deutschland.

## Modelle

### Linienbusse (City Buses)

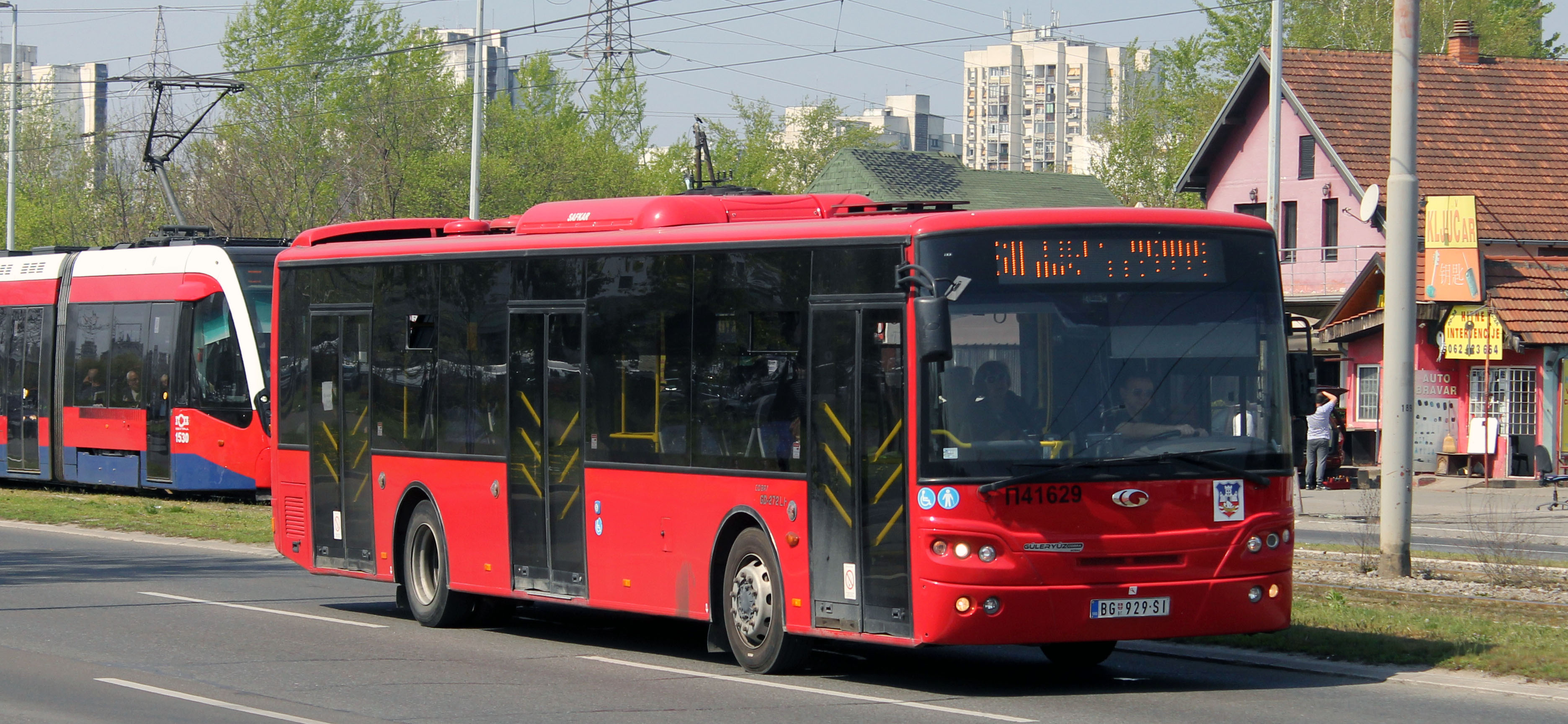
Cobra GD 272 in Belgrad

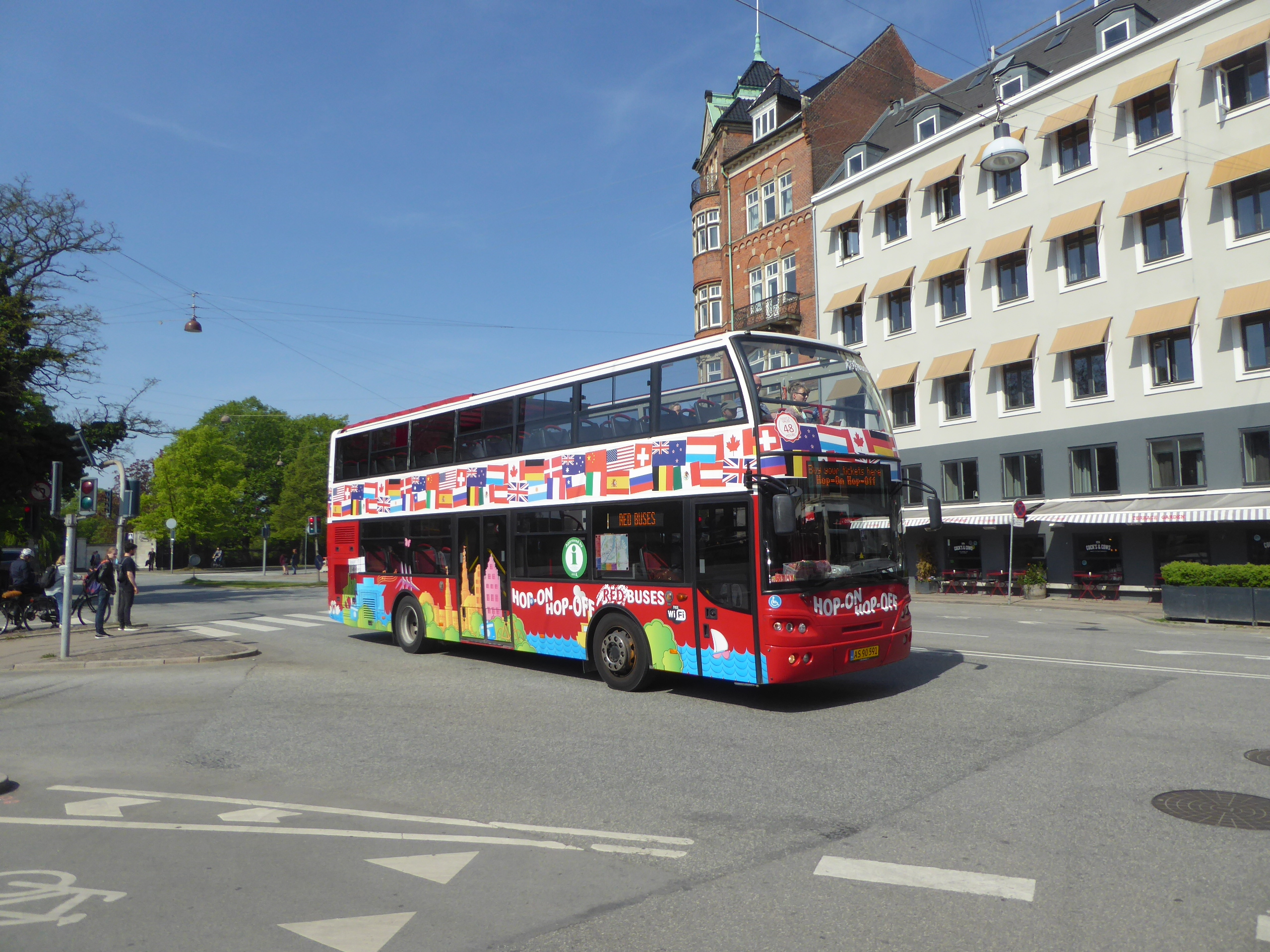
Cobra Double Decker in Kopenhagen

- Cobra GD 272 (12 m)
  - Standard City Bus
  - Semi Low Floor City Bus
- Cobra GM 180 (9 m)
  - Standard City Bus
  - Semi Low Floor City Bus
- Cobra GM 220 (10,25 m)Cobra Double Decker in Kopenhagen

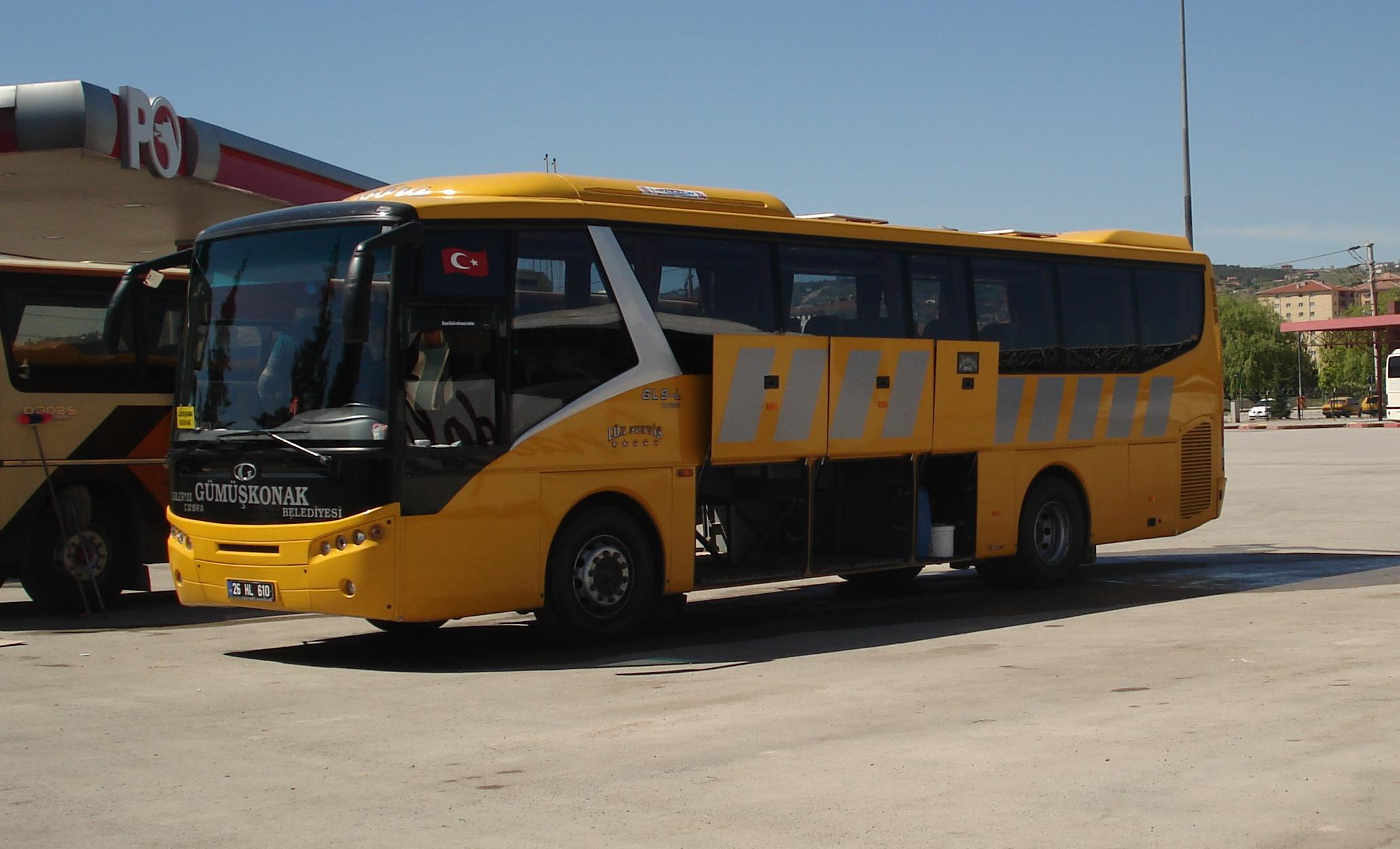
Güleryüz Cobra GL 9L 2

- Cobra Double Decker (11 m)

### Reisebusse (Coaches)
- Cobra GL 9L (11 m)
- Cobra Top Open Double Decker (11 m)
- Cobra GL 9 (9 m)

### Pendlerbusse (Commuter Buses)
- Cobra GM 220 S (10,25 m)